# Nu, pogodi!
Nu, pogodi! (in russo Ну, погоди!?) è un cartone animato sovietico sviluppato in brevi episodi prodotti dallo studio statale Sojuzmul'tfil'm di Mosca a partire dal 1969, quando fu realizzata la puntata pilota, inserita come quarto ed ultimo cartone nella raccolta Vesyolaja karusel'. I successivi primi sedici episodi (le cosiddette serie dorate, in russo золотые серии?), diretti da Vjačeslav Kotënočkin, furono prodotti fino al 1986, mentre altri sono stati realizzati in epoca post-sovietica con produzione russo-ucraina (episodi 17 e 18) e russa (episodi 19 e 20).
Il titolo originale, da pronunciare quasi come "Nu, pagadì!" significa grossomodo "ebbene, la vedremo!", dall'uso simile all'espressione italiana "me la pagherai!".
Gli episodi ruotano attorno ai tentativi del Lupo (in russo Волк, Volk?) di catturare la Lepre (Заяц, Zayats) - presumibilmente per mangiarla - attraverso diversi espedienti, in maniera molto simile a quanto visto nelle serie animate di Willy il Coyote e Beep Beep oppure Tom & Jerry. I due personaggi non hanno un nome esplicito.
Vi sono pochissime battute negli episodi, ricchi invece di rumori, grugniti, risate e canzoni. Il "marchio di fabbrica" della serie nonché tormentone indiscusso è la battuta finale, pronunciata dal Lupo al fallire dei suoi piani, da cui il titolo della serie stessa "Ну заяц, ну, погоди!" ("Lepre, me la pagherai!").
Molte delle azioni sono sincronizzate con musiche ben riconoscibili, che vanno dalla musica classica ai successi "pop" dell'epoca.

## Personaggi

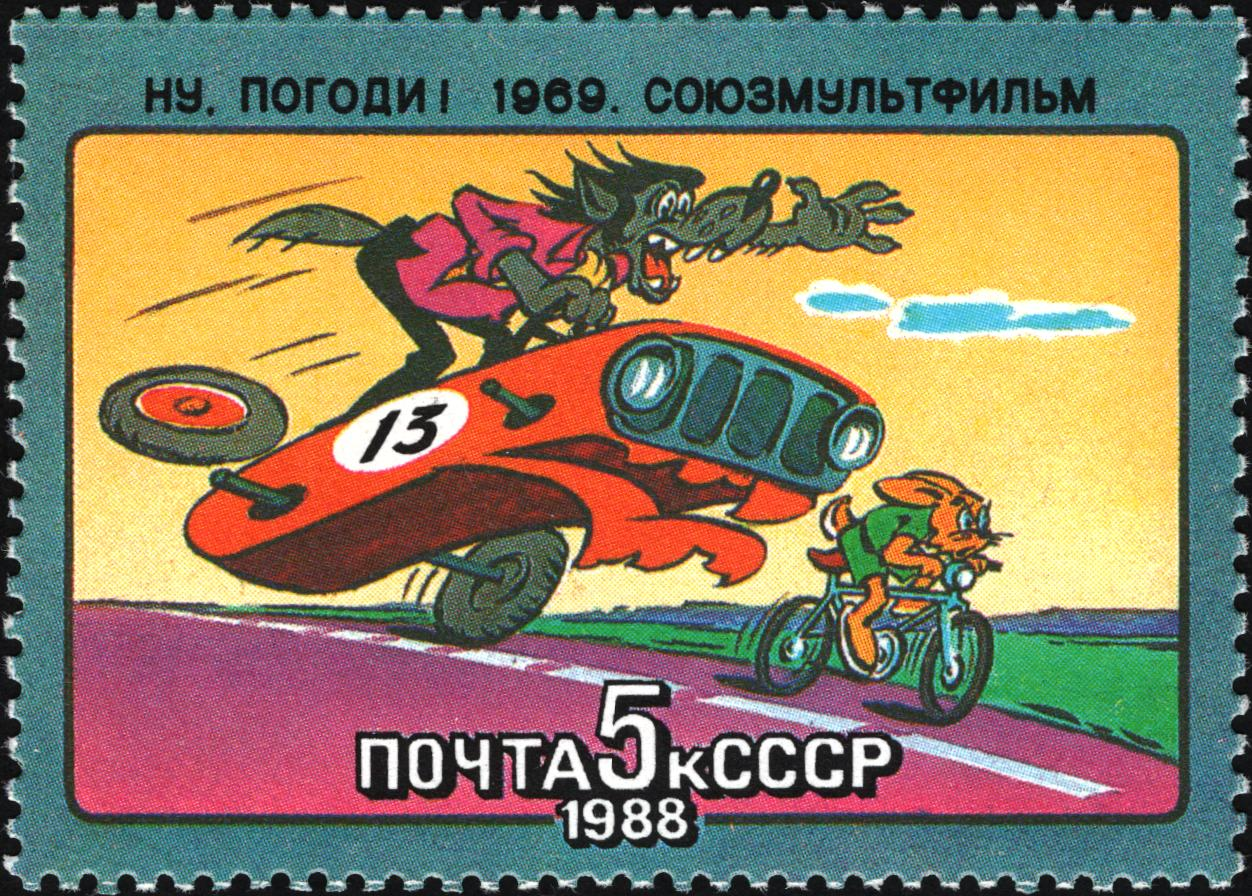
Francobollo sovietico del 1988 dedicato a Nu, pogodi!.

I personaggi sono essenzialmente due: il Lupo - con la voce di Anatolij Papanov - e la Lepre - con la voce di Klara Rumjanova. La produzione della serie fu sospesa alla morte di Papanov. Le puntate del 1993 e 1994 fanno ricorso alla voce di Papanov campionata a partire dai materiali d'archivio conservati presso la casa di produzione. Negli episodi del 2005 e 2006 le voci sono invece quelle di Igor' Christenko (il Lupo) e Ol'ga Zvereva (la Lepre).

### Il Lupo
Il Lupo è raffigurato seguendo lo stereotipo del teppista: forte fumatore, vandalo (ad esempio quando distrugge scientemente opere d'arte in un museo), violatore sistematico di leggi minori e regolamenti.
Il Lupo mostra durante gli inseguimenti e tranelli che tende alla Lepre abilità straordinarie in diverse arti: pattinaggio di figura, balletto classico, valzer, sa inoltre suonare la chitarra e guidare grosse motociclette. A completamento del ritratto del "pessimo soggetto", nel primo episodio fischietta una canzone di Vladimir Semënovič Vysockij deprecata all'epoca dalle autorità sovietiche. Tuttavia, nonostante le sue abilità, i suoi piani sistematicamente falliscono e gli si ritorcono contro.
Nelle intenzioni del regista Kotënočkin, la voce del personaggio del Lupo avrebbe dovuto essere proprio quella di Vladimir Vysockij
Col procedere delle puntate, la sua immagine di cattivo viene progressivamente stemperata. Nel ventesimo episodio, non fuma più, ma succhia brevemente un lecca-lecca.

### La Lepre
La Lepre rappresenta la polarità positiva della coppia dei personaggi, ma compare molto meno spesso in scena; molte delle sue azioni sono la mera reazione ai piani del Lupo - spesso scappando e nascondendosi in modi ingegnosi.
Analogamente a quanto avviene anche nei cartoni animati di produzione statunitense sopra citati, la simpatia del pubblico è rivolta principalmente al Lupo. Solo negli ultimi episodi il suo personaggio acquista un maggiore spessore, in un episodio arriva persino a salvare la vita del Lupo.

### Gli altri
Gli altri occasionali personaggi che compaiono negli episodi sono tutti animali antropomorfi. Ricorrono più spesso un corpulento ippopotamo spesso nel ruolo di poliziotto, custode del museo o negoziante che ostacola, involontariamente o per risposta alle azioni del Lupo, la caccia alla Lepre, e un gatto prestigiatore.

## Episodi
Gli episodi di Nu, pogodi! erano in origine identificati da un numero. Quelli ufficialmente numerati sono venti, che seguono l'episodio pilota e non comprendono alcune puntate speciali o promozionali realizzate nel corso degli anni.
| Episodio | Ambientazione                       | Anno |
| -------- | ----------------------------------- | ---- |
| -        | Al tiro a segno e in spiaggia       | 1969 |
| 1        | In città e in spiaggia              | 1969 |
| 2        | Al parco cittadino                  | 1970 |
| 3        | Per strada                          | 1971 |
| 4        | Allo stadio                         | 1971 |
| 5        | In città                            | 1972 |
| 6        | In campagna                         | 1973 |
| 7        | In barca                            | 1973 |
| 8        | A Capodanno                         | 1974 |
| 9        | Nello studio televisivo             | 1976 |
| 10       | Al cantiere                         | 1976 |
| 11       | Al circo                            | 1977 |
| 12       | Al museo                            | 1978 |
| 13       | Alle Olimpiadi                      | 1980 |
| 14       | Alla Casa della Tecnica per ragazzi | 1984 |
| 15       | Alla Casa della Cultura             | 1985 |
| 16       | Nel mondo delle fiabe               | 1986 |
| 17       | Sull'isola                          | 1993 |
| 18       | Al supermercato                     | 1994 |
| 19       | In vacanza                          | 2005 |
| 20       | In dacia                            | 2006 |